# Curcuma elata
Mì tinh rừng (danh pháp hai phần: Curcuma elata) là một loài thực vật có hoa trong họ Gừng. Loài này được William Roxburgh (1751-1815) đặt tên khoa học lần đầu tiên năm 1814. Mô tả khoa học đầu tiên trong sách Flora Indica của Roxburgh do William Carey (1761-1834) biên tập và in năm 1820. Mẫu định danh loài do William Carey lấy từ Myanmar về trồng tại vườn thực vật Calcutta.

## Phân bố
Loài này có tại Myanmar, Thái Lan và Việt Nam.

## Mô tả
Địa thực vật cao 1-1,8 m. Thân rễ thuôn dài, hình trứng ngược, với nhiều củ chân vịt lớn, cong vào trong. Củ chân vịt từ vàng nhạt đến vàng, ruột vàng đậm. Các củ mọc ra từ rễ thì ruột màu trắng ngọc trai. Lá không cuống, màu xanh lục, có phiến bầu dục thon, có thể rất to, đến 60-120 x 30 cm, mặt dưới hơi có lông nhung. Cụm hoa bông thóc mọc sát đất, ở bên, xuất hiện trước lá, lớn, cao 20 cm, mào màu từ hồng sẫm đến đỏ thắm; lá bắc xanh, bầu dục rộng, dài 5-6 cm, chóp răng chót lá bắc màu ánh tím. Đài hoa trắng, 3 răng, vành có ống tràng dài bằng 2 lần đài, cánh hoa trắng hay hồng, dài 2,5 cm. Bao phấn đáy có cựa dài. Nhị lép dài 2 cm, đính vào chỉ nhị. Cánh môi dài 2 cm, màu vàng, đầu lõm sâu. Ra hoa tháng 3-4. Bề ngoài tương tự như C. zedoaria, nhưng rễ thì khác nhiều, phụ thuộc vào kích thước của chúng.

## Tên gọi khác
The Flora of China gọi nó là 大莪术 (đại nga thuật), nghĩa đen là nga truật lớn, nhưng không kèm theo mô tả.